# بردار
البردار هو مبنى أو جناح به اثني عشر بابًا مصمم للسماح بتدفق الهواء بحرية. يحتوي المبنى على ثلاثة أبواب على كل جانب من جوانب الهيكل ذي الشكل المربع، تطور كثيرًا في زمن مغول الهند.

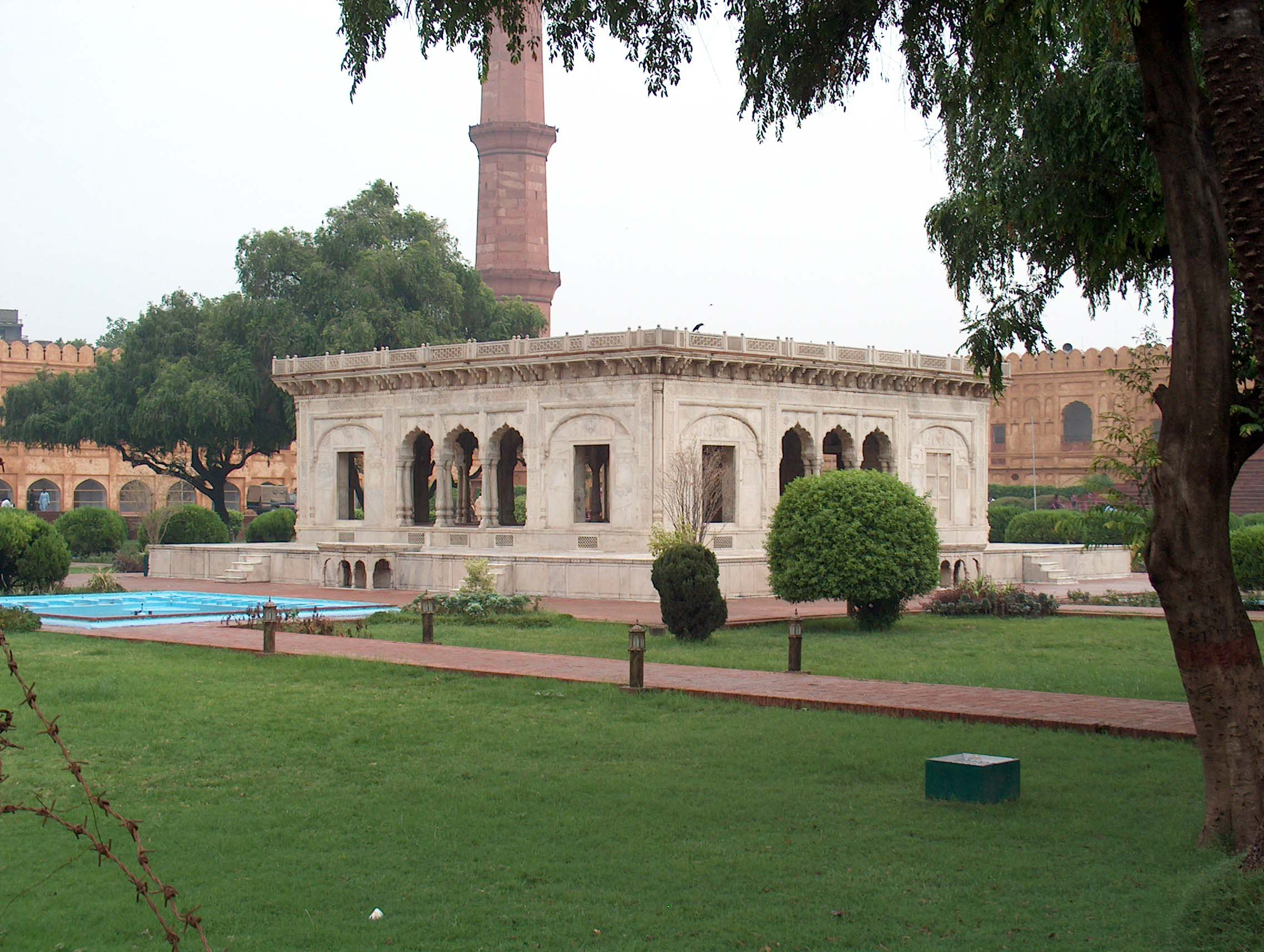
بردار حضوري باغ لاهور ، باكستان

بسبب ميزاتها الصوتية المتميزة، كانت هذه المباني مناسبة بشكل خاص لعروض رقص الموجرا [الإنجليزية] أو رقص المحظيات التي كانت للمحظيات النبيلات. وكانت أيضًا مناسبة للعروض الحية والحفلات الموسيقية الخاصة التي قدمها العديد من الموسيقيين والشعراء أمام الملوك الحاكمين في ذلك الوقت. كما كان لها قدر كبير أيضًا بسبب هوائها النقي خلال فصول الصيف الحارة في الهند. بر في اللغة الأردية/الهندية تعني اثني عشر وكلمة دار تعني "الباب".

## بردارات
بعض الباراداريين التاريخيين هم لكناو باراداري، بردار ترماتي [الإنجليزية]،، وأيضًا البردارات في قلعة دولت آباد [الإنجليزية] بالقرب من أوزنك آباد، وأيضًا بردار غوش محل [الإنجليزية]، والبردار في قصر مان سينغ الأول في حصن عامر في جيبور ، وغيرها.

## معرض الصور

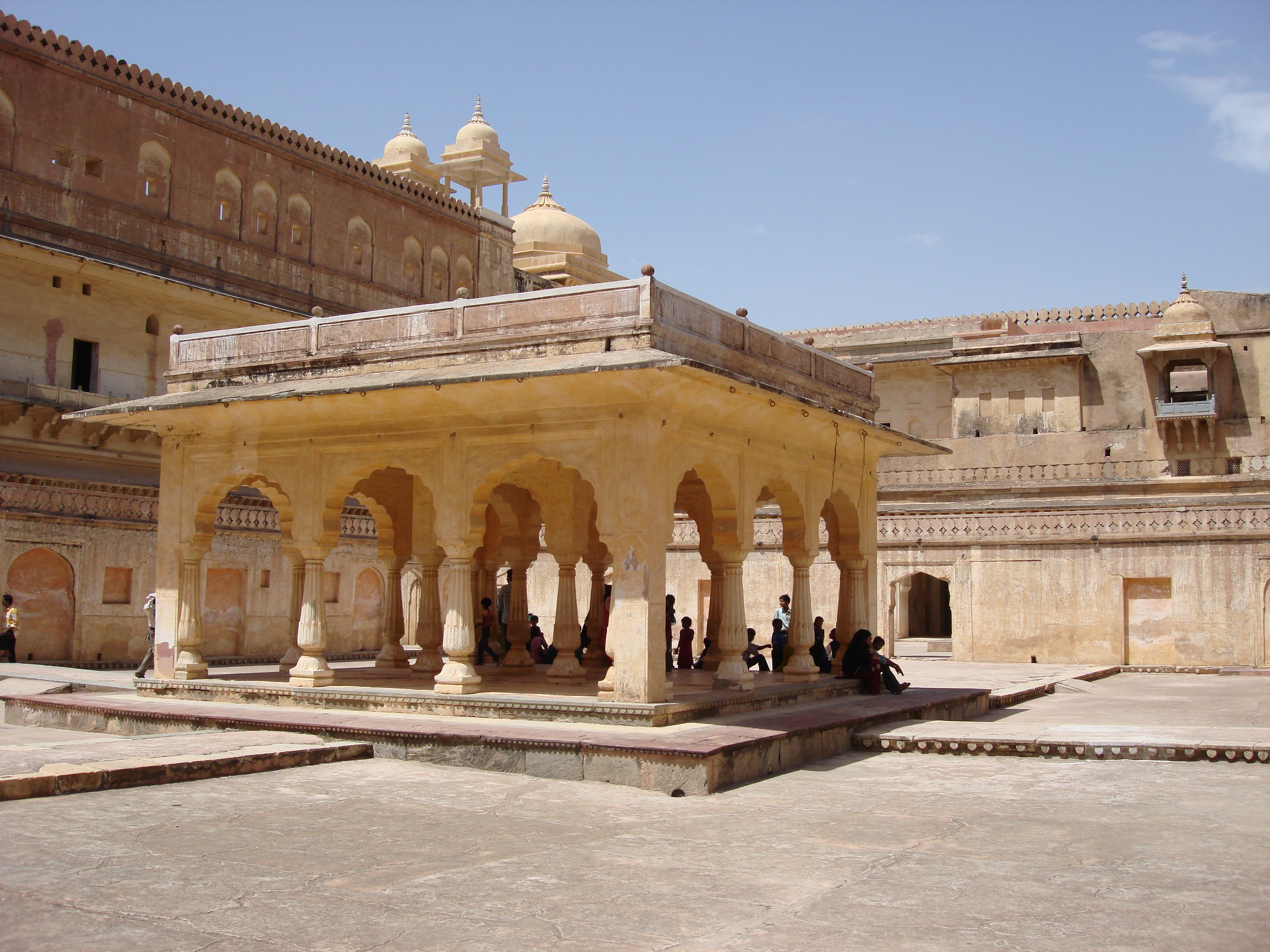
بردار في مانسينغ محل، حصن عامر، جيبور
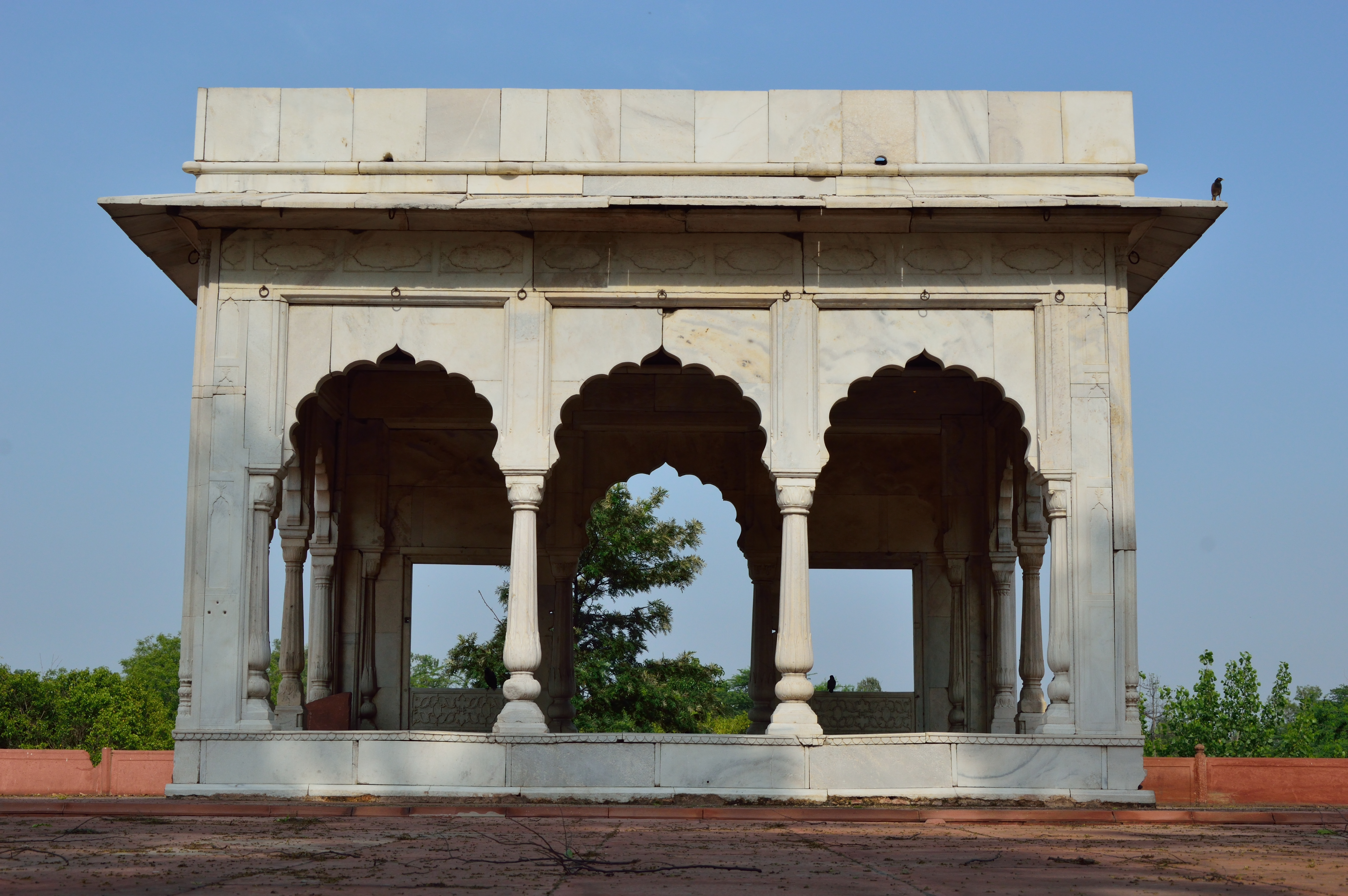
بردار هيرا محل، في القلعة الحمراء، دلهي
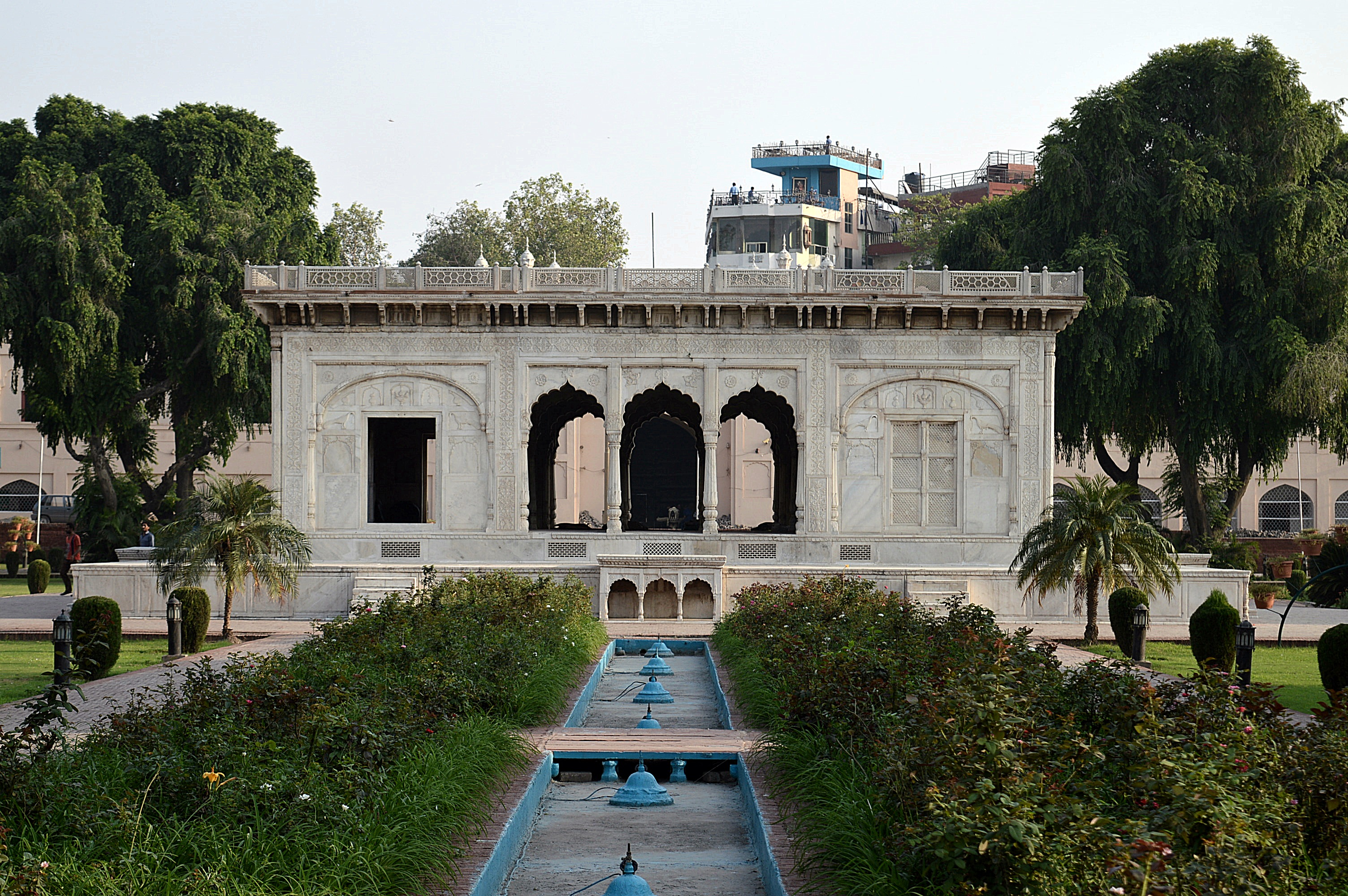
بردار هازوري باغ, هازوري باغ, لاهور
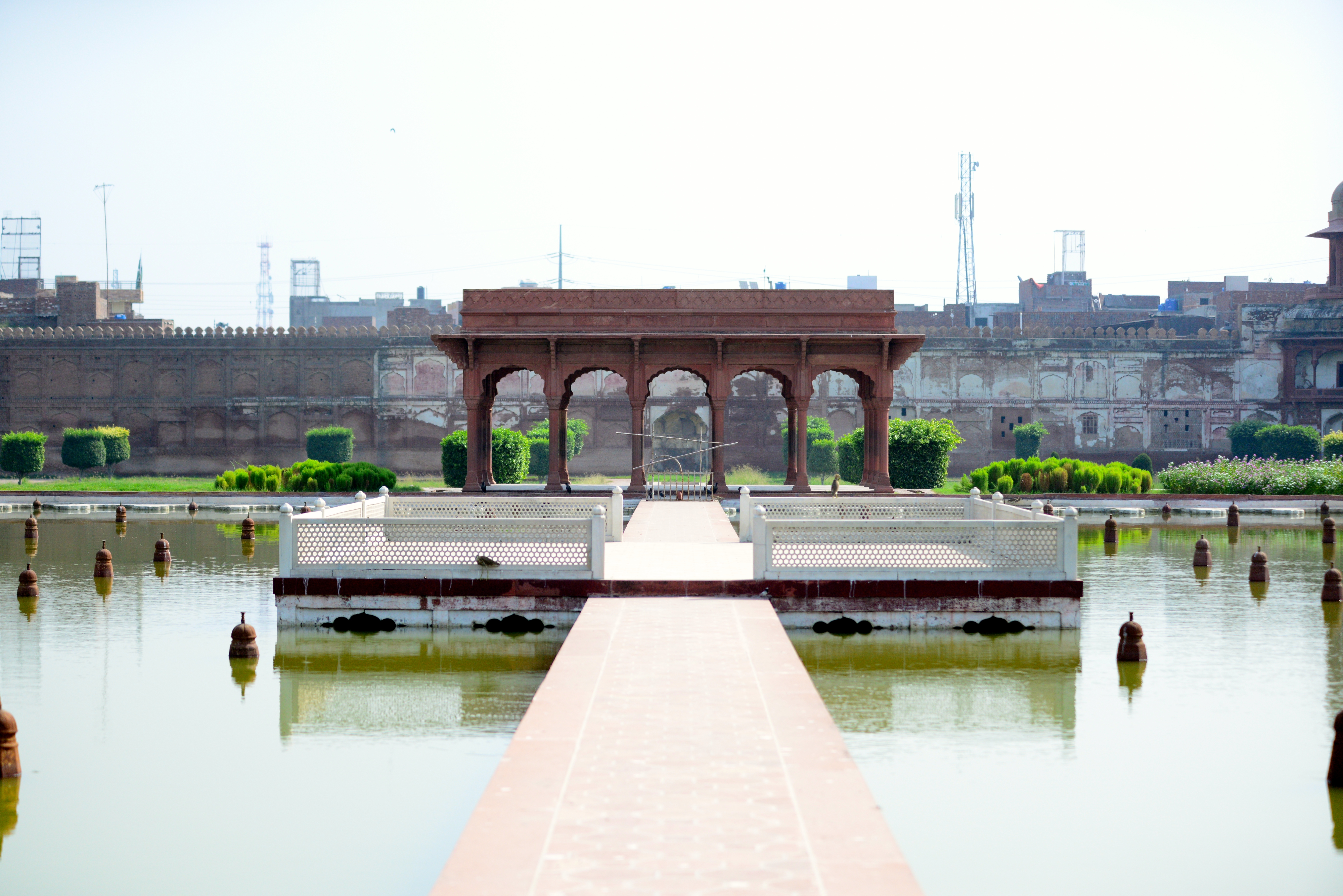
بردار في حدائق شاليمار، لاهور
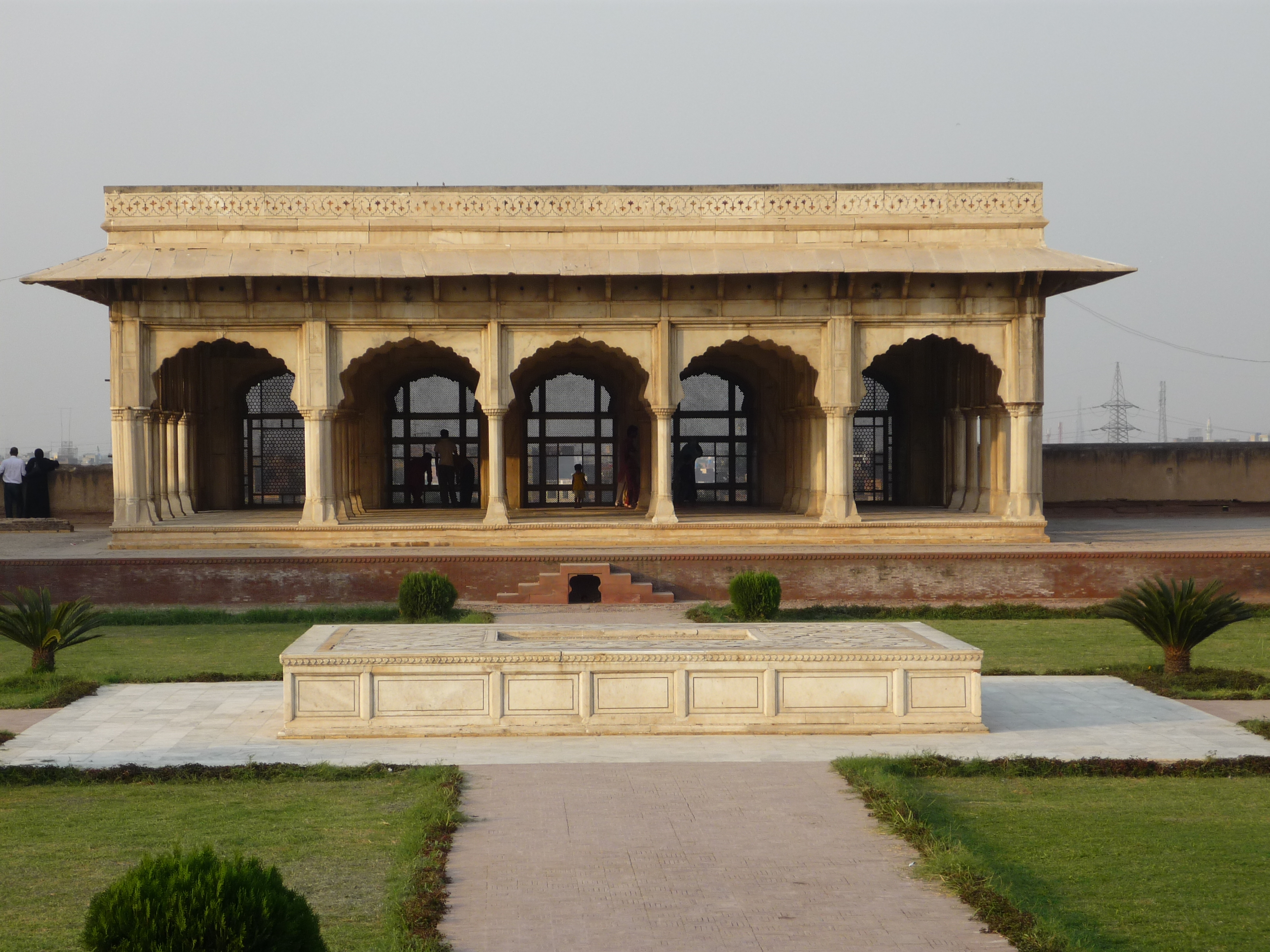
بردار في حصن لاهور
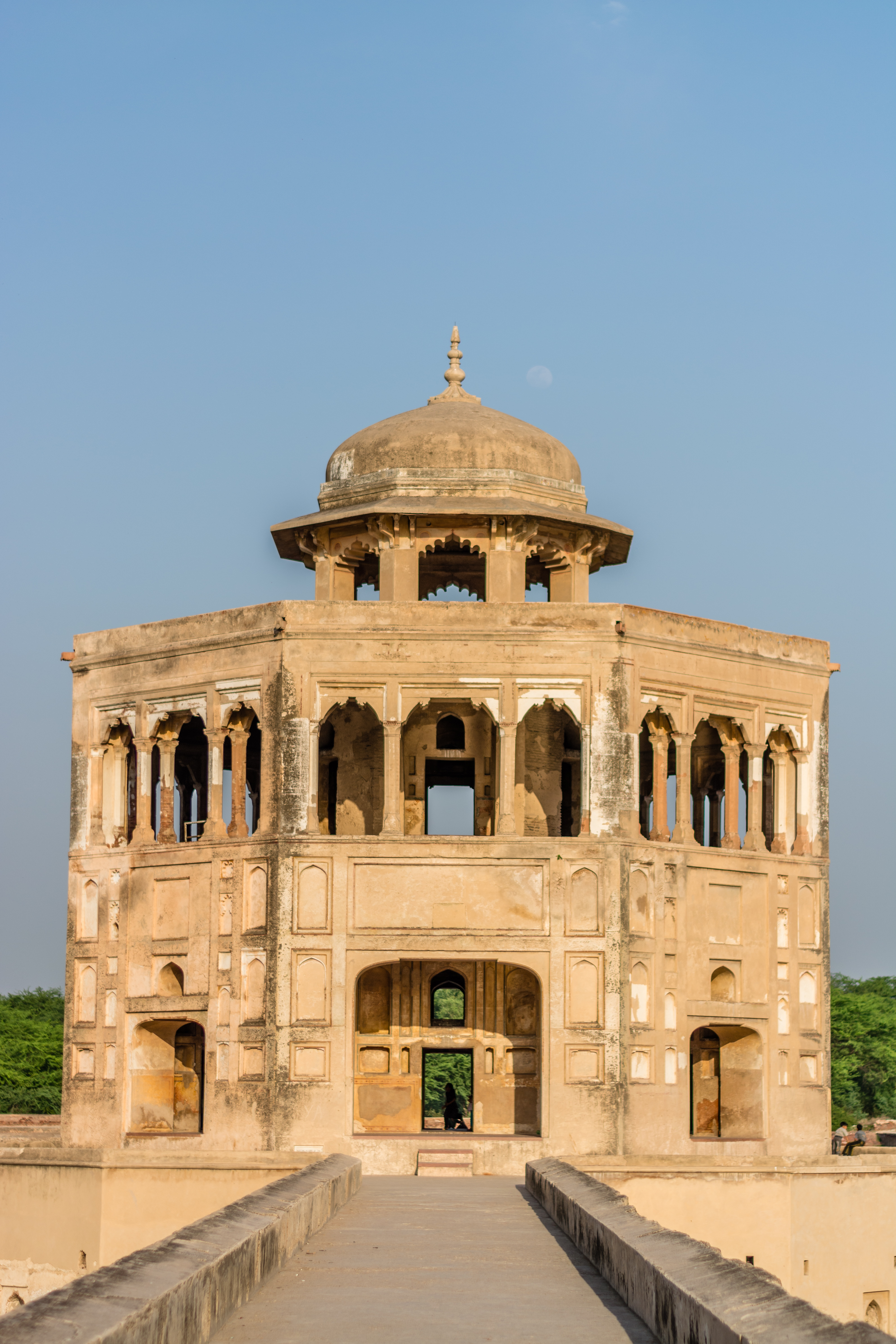
براداري في حيران مينا [الإنجليزية]، في شيخوبورا ، باكستان
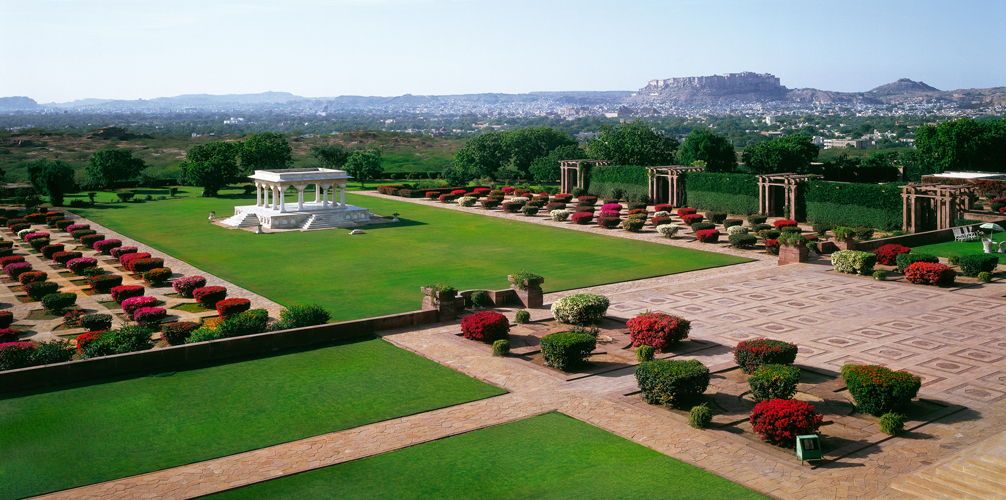
بردار في قصر عميد بهوان، جودبور
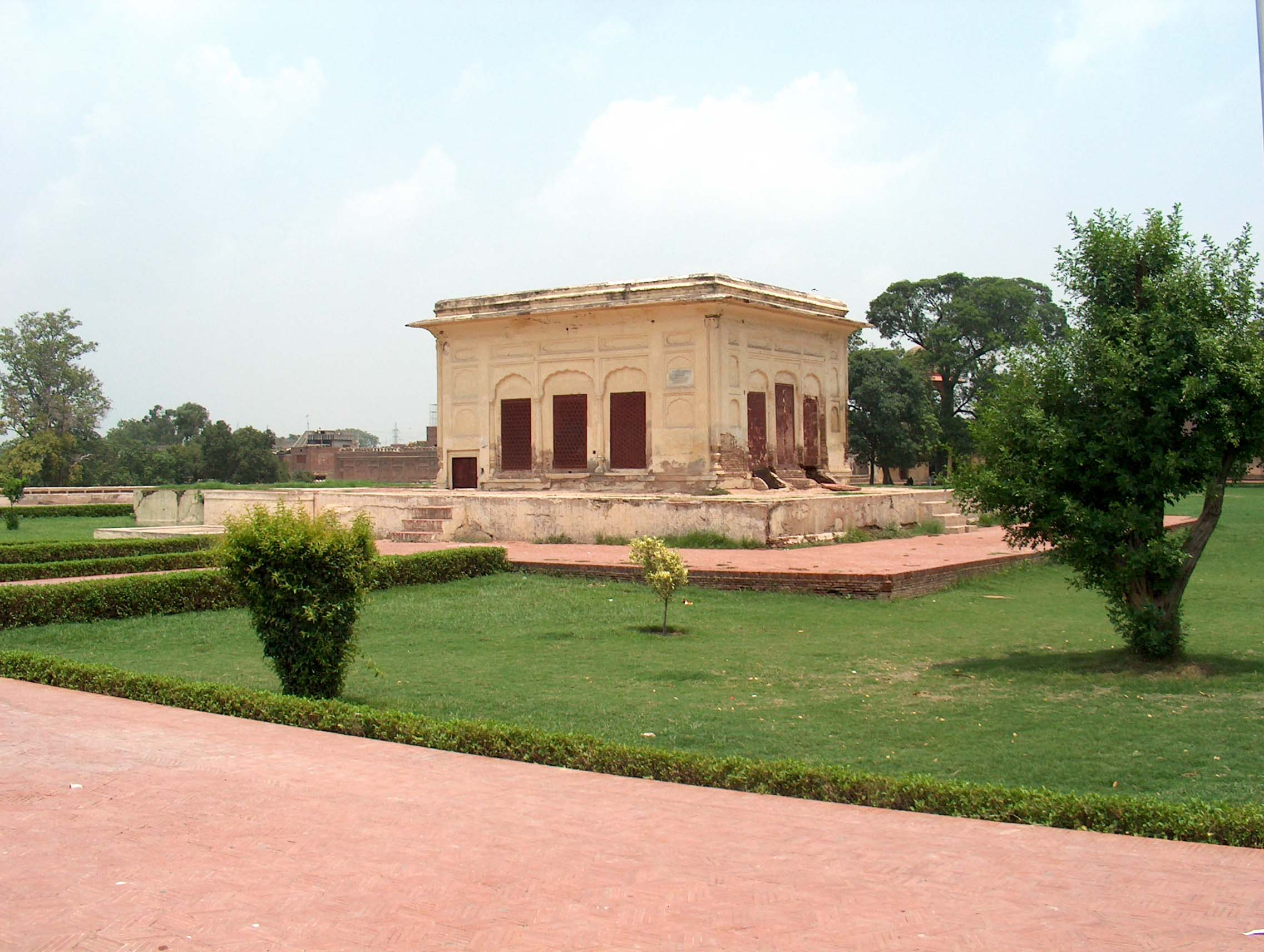
بردار في حدائق شاليمار، المستوى الأول، لاهور
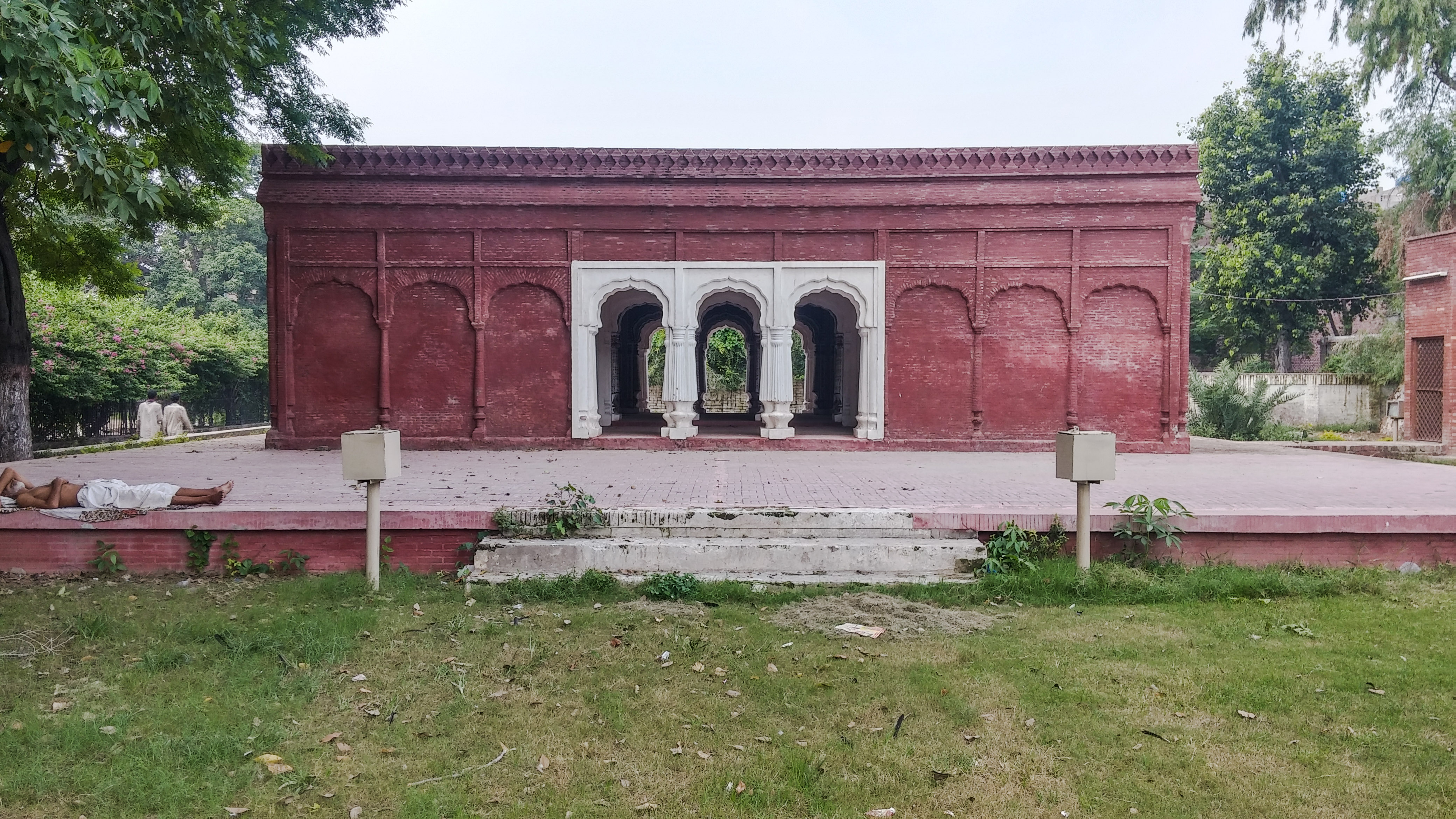
بردار في حديقة شيروالا، جوجرانوالا
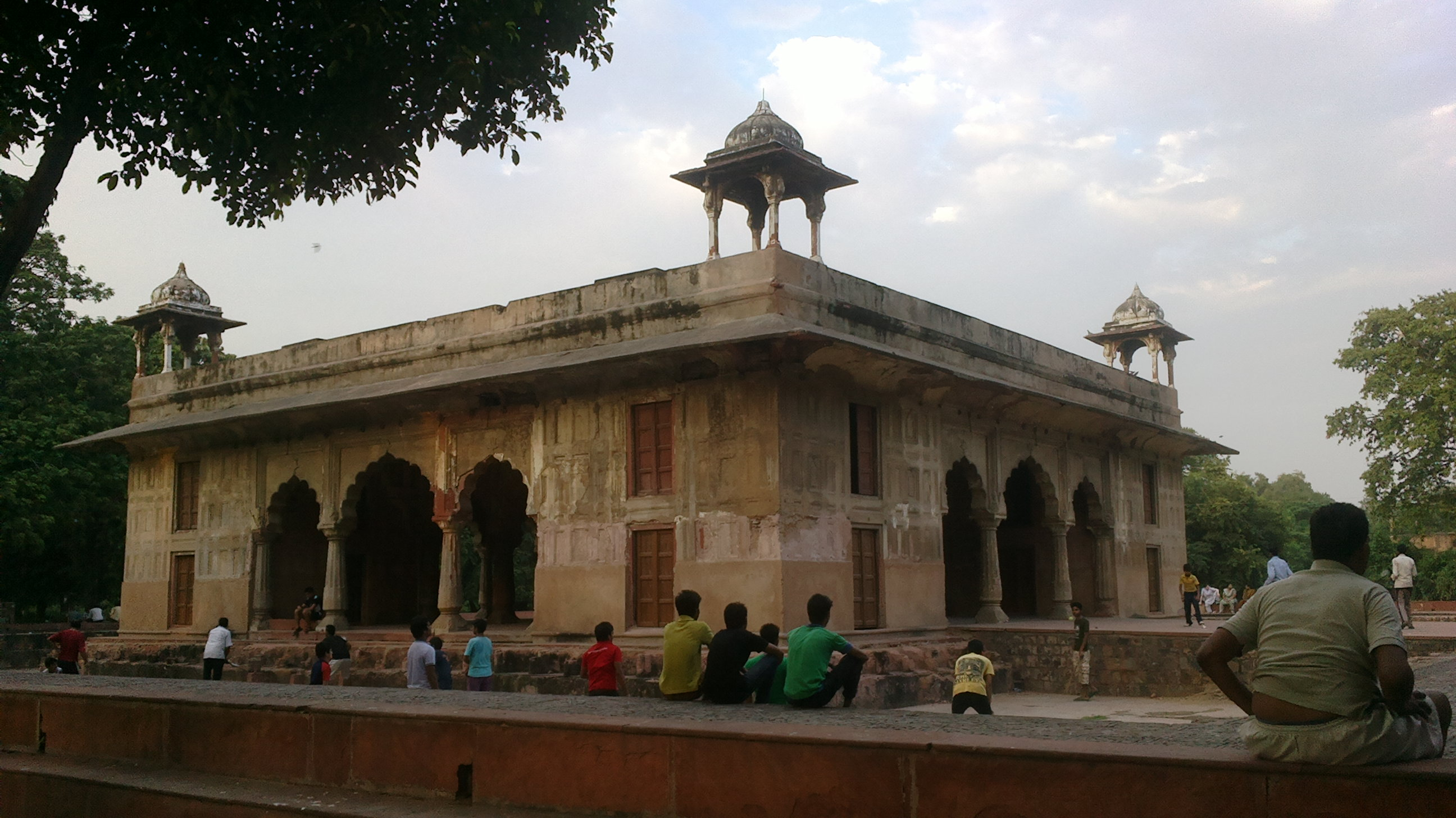
بردار في روشن باغ [الإنجليزية]، دلهي
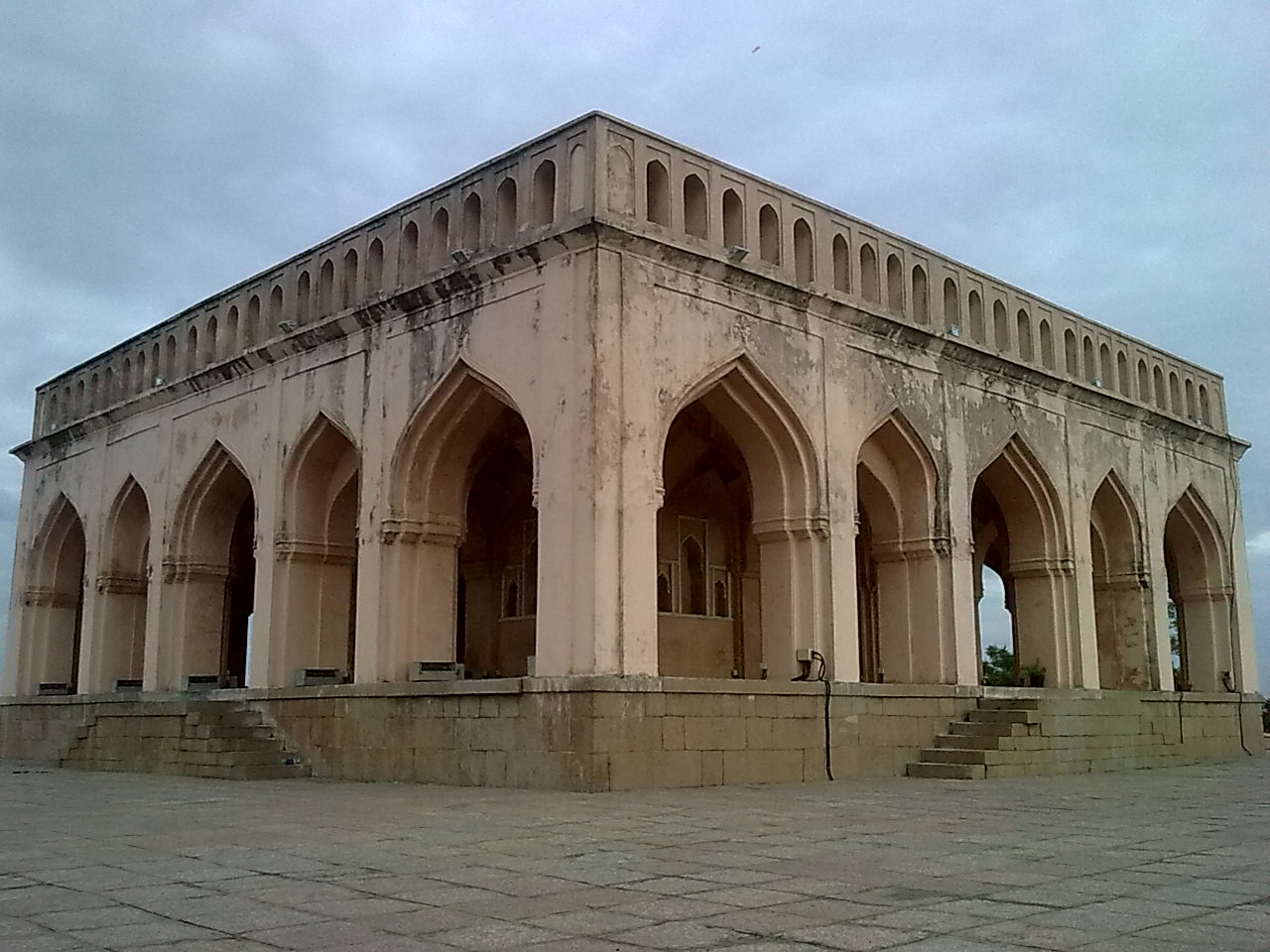
بردار ترماتي [الإنجليزية]، حيدر آباد
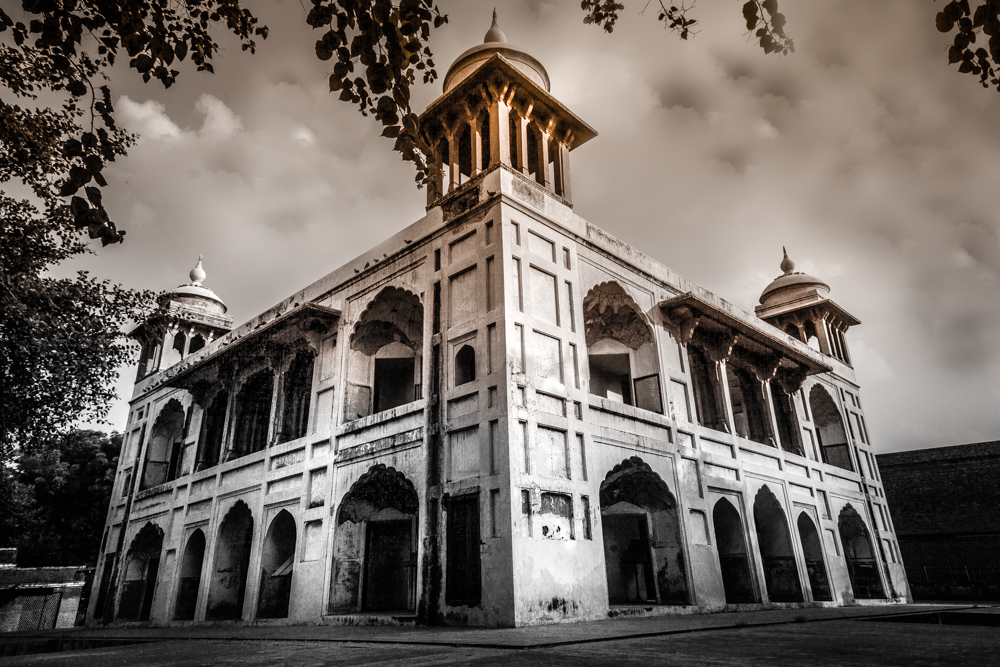
باراداري وزير خان، لاهور
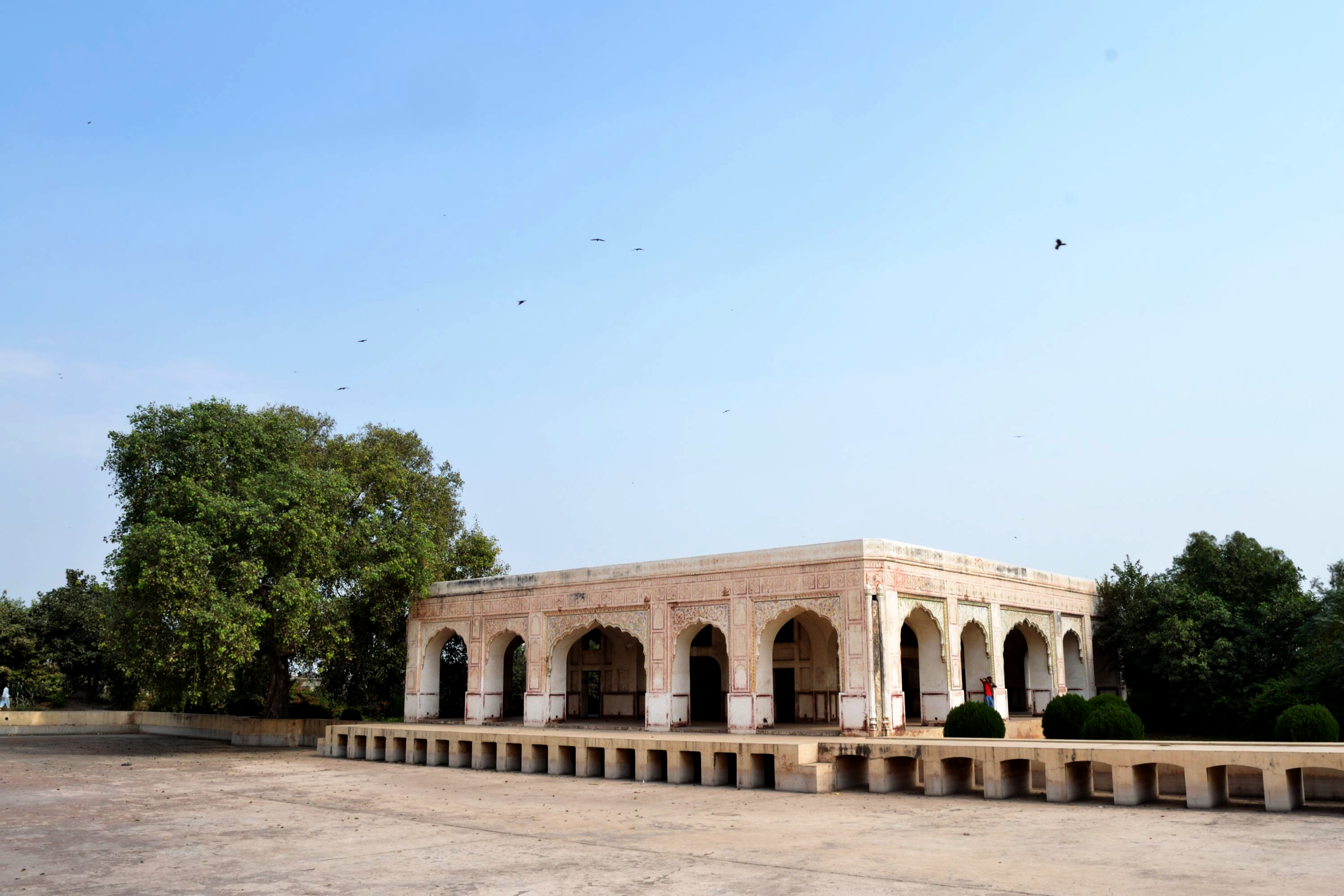
بردار ميرزا كرمان [الإنجليزية]، لاهور
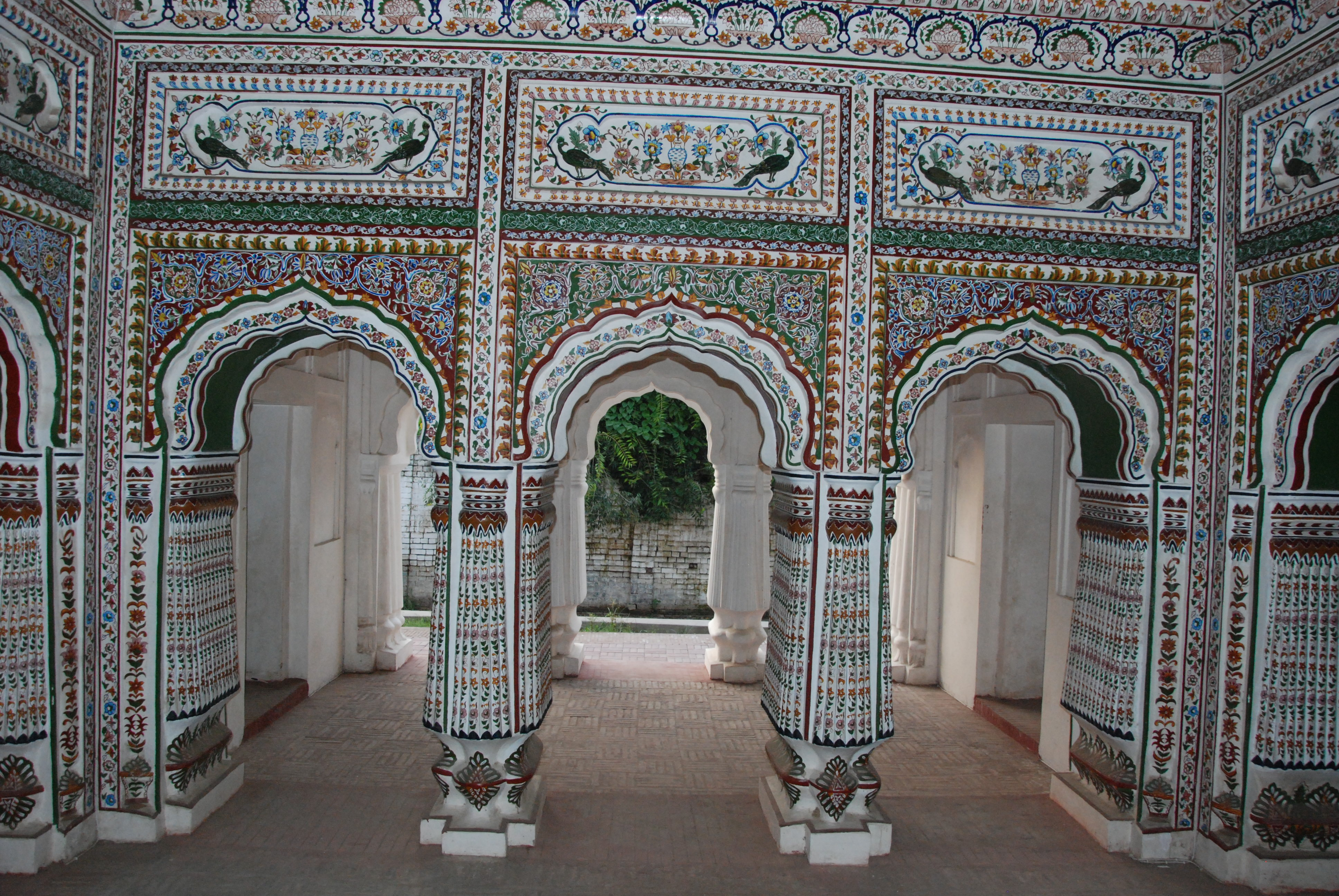
منظر البردار الداخلي في حديقة شيراوالا، في جوجرانوالا، وهو متأثر بالعمارة الفارسية
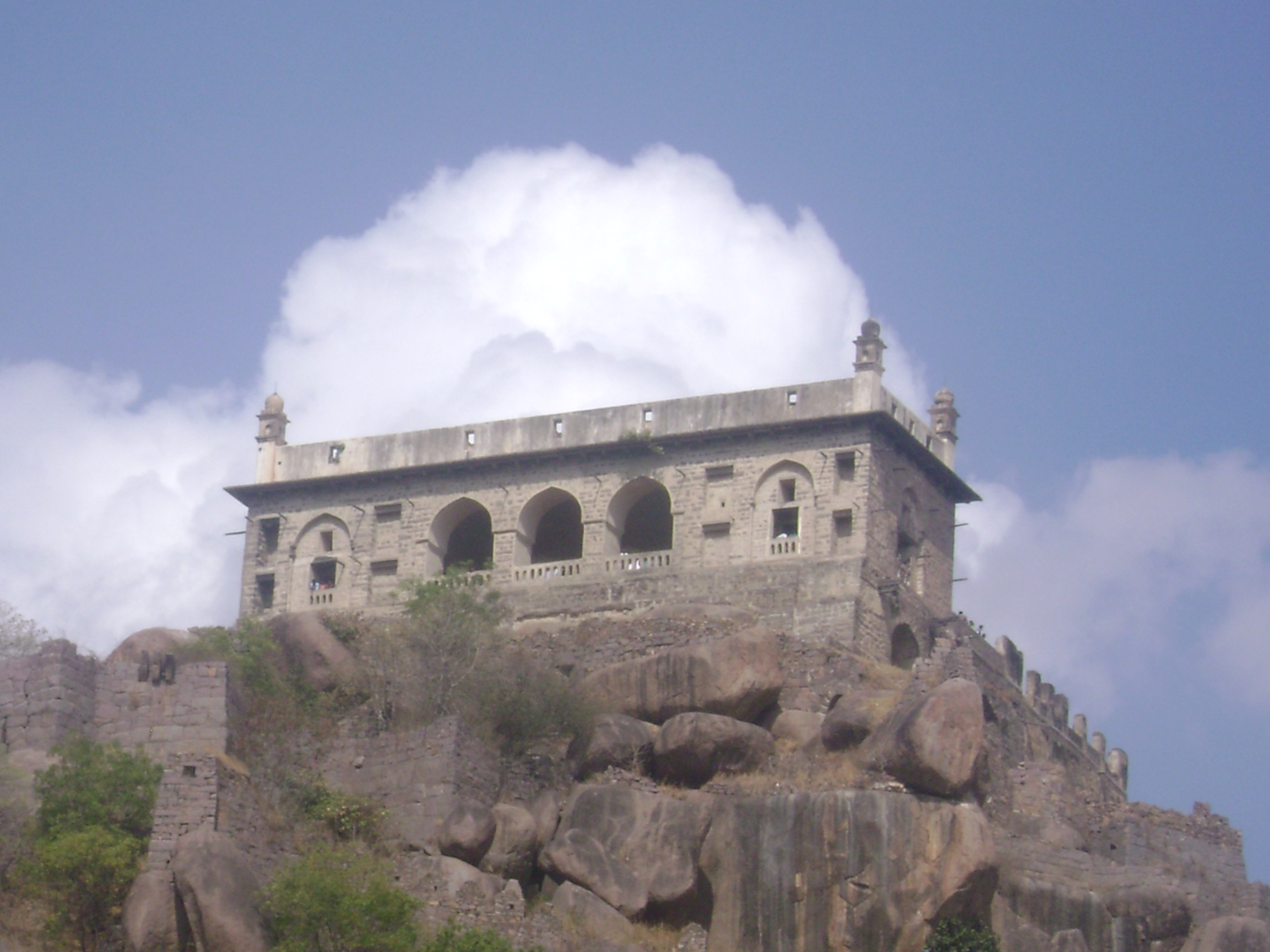
بردار قلعة جولكوندا
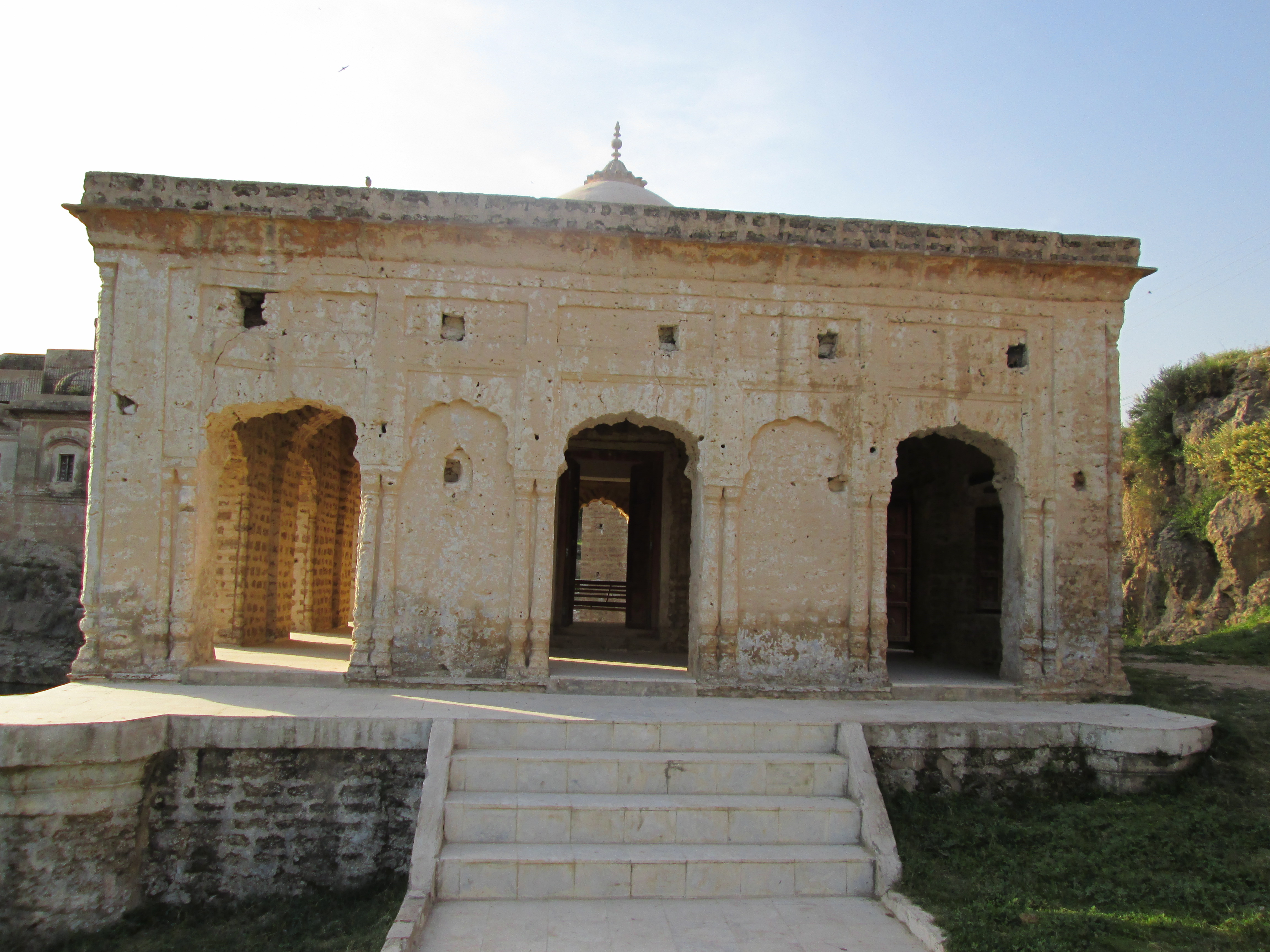
بردار في كاتاسراج ماندير، منطقة ضلع شكوال [الإنجليزية] في البنجاب في باكستان
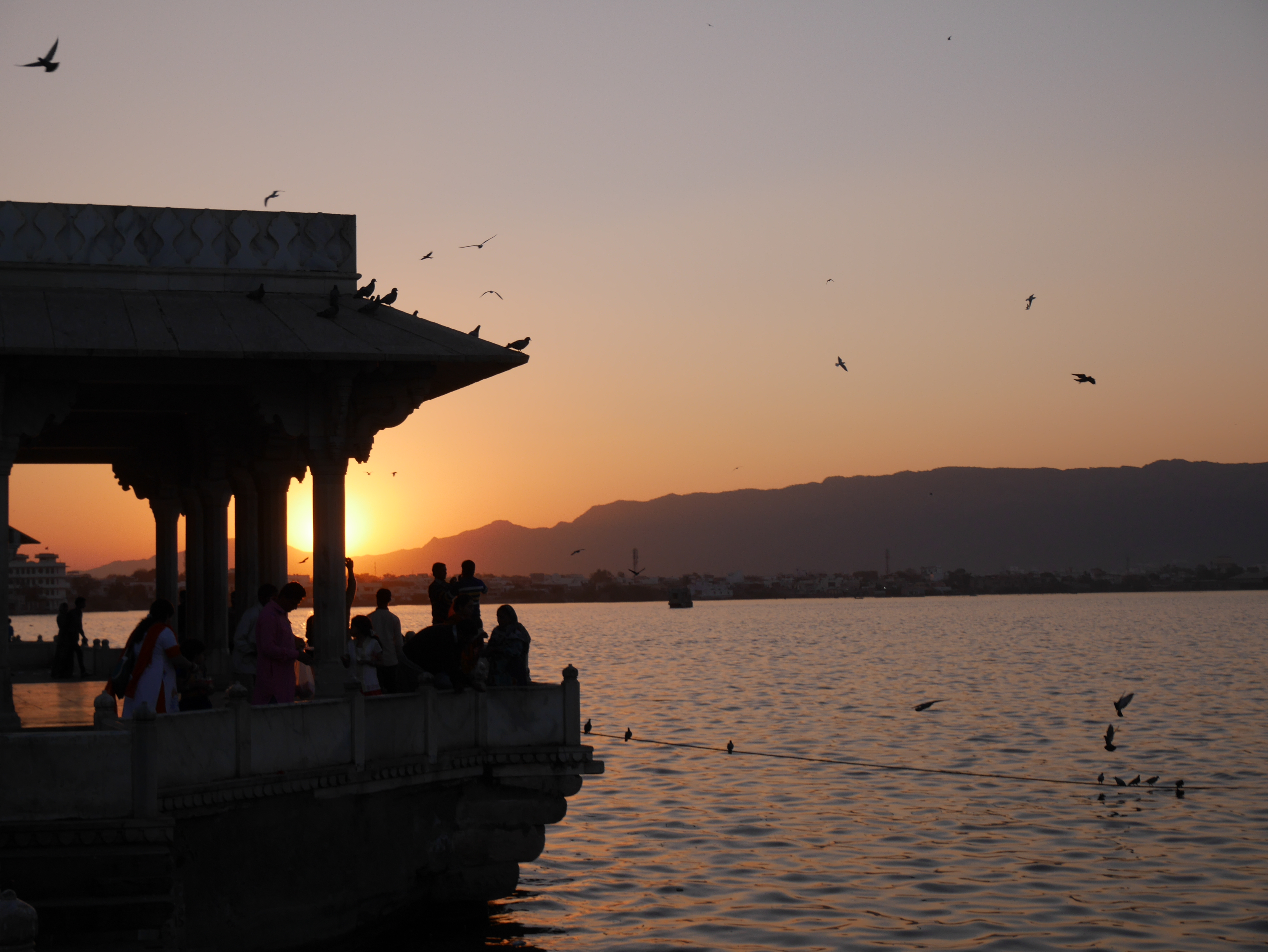
بردار في آنا ساجار [الإنجليزية]، في أجمر .